# Feldmark Eldena bei Grabow
Feldmark Eldena bei Grabow este o arie protejată (arie de protecție specială avifaunistică — SPA) din Germania întinsă pe o suprafață de 961 ha, integral pe uscat.

## Localizare
Centrul sitului Feldmark Eldena bei Grabow este situat la coordonatele 53°15′31″N 11°26′31″E / 53.2586°N 11.4419°E.

## Înființare
Situl Feldmark Eldena bei Grabow a fost declarat arie de protecție specială avifaunistică în aprilie 2008 pentru a proteja 4 specii de animale.

## Biodiversitate
Situată în ecoregiunea continentală, aria protejată nu include niciun habitat protejat.
La baza desemnării sitului se află mai multe specii protejate de  păsări (4): barză albă (Ciconia ciconia ciconia), presură de grădină (Emberiza hortulana), sfrâncioc roșiatic (Lanius collurio), ciocârlie de pădure (Lullula arborea).